# Massacre de Gambella
Le massacre de Gambella a lieu le 15 avril 2016, dans la région de Gambella, en Éthiopie.

## Contexte
La région de Gambella est située en Éthiopie, près de la frontière avec le Soudan du Sud, alors théâtre d'une guerre civile. Depuis le début de ce conflit, 270 000 réfugiés sont présents dans la région de Gambella,. Cependant la frontière est très poreuse, et un conflit communautaire oppose depuis des décennies deux ethnies de la région ; les Nuer et les Murle. Ainsi en 2011, 600 à 1 000 Murle sont tués dans un raid lancé par 6 000 combattants nuer dans l'État de Jonglei, au Soudan du Sud, et un même nombre d'enfants sont enlevés pour servir de futurs combattants,.

## Déroulement
Le 15 avril 2016, des Murle sud-soudanais lancent à leur tour un raid et attaquent des Nuer, probablement Éthiopiens pour la plupart. Armés de kalachnikov, les assaillants abattent tous ceux qui tentent de leur résister, 2 000 têtes de bétails sont raflées. Selon le gouvernement éthiopien, le bilan humain est de 208 morts et de 125 enfants enlevés. Le bilan définitif est de 216 morts. Si au Soudan du Sud, ces raids sont communs, en Éthiopie le massacre est d'une ampleur sans précédent,. 
Dans les jours qui suivent l'armée éthiopienne mène des incursions au Soudan du Sud pour tenter de retrouver les enfants disparus. Début juin, 91 des enfants enlevés sont délivrés et rendus à leurs familles.